# April Ashley

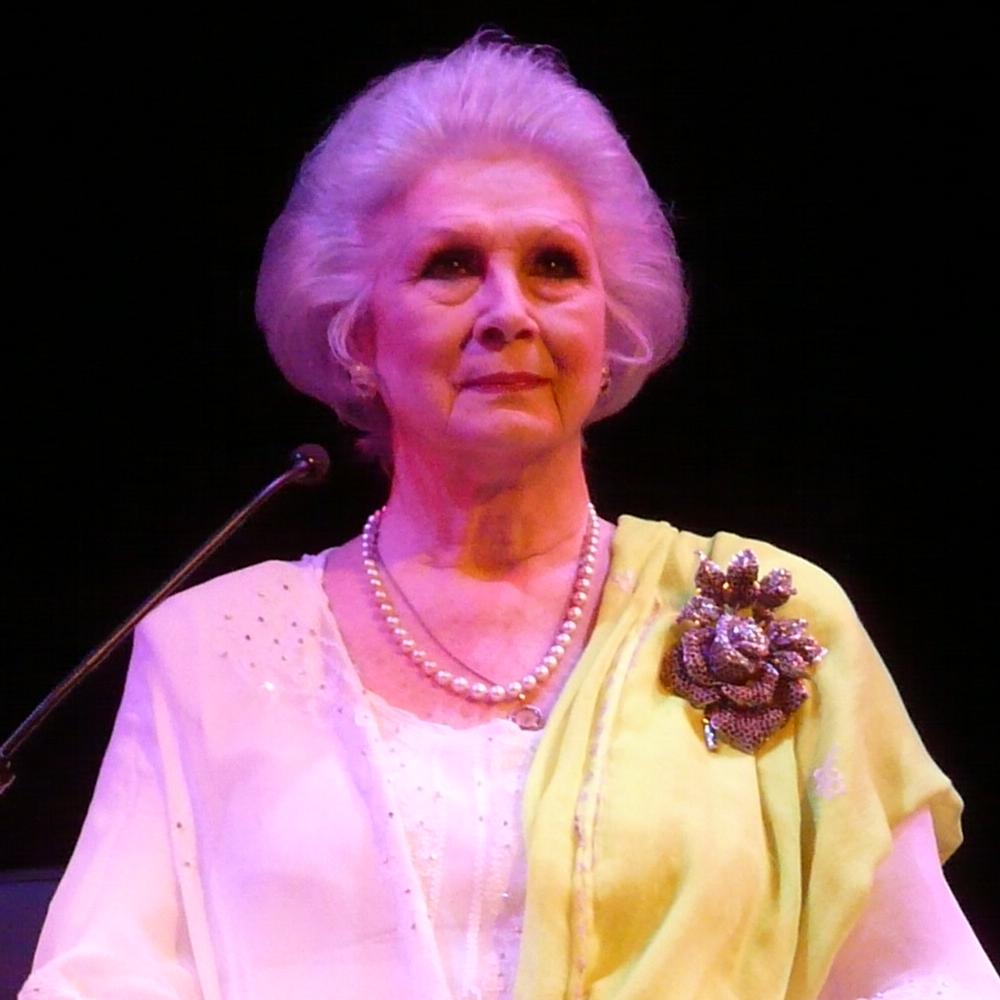
April Ashley im Southbank Centre, London im Februar 2009

April Ashley, MBE (* 29. April 1935 in Liverpool; † 27. Dezember 2021 in London) war ein britisches Model. Sie galt als erste Engländerin, die sich 1960 einer geschlechtsangleichenden Operation durch Georges Burou in Casablanca unterzog, und wurde 1961 von der Zeitung Sunday People als transsexuell geoutet.

## Biografie

### Kindheit und Jugend
April Ashley wurde als George Jamieson im Smithdown Road Hospital in Liverpool geboren; sie war eins von sechs überlebenden Kindern ihres römisch-katholischen Vaters Frederick und ihrer protestantischen Mutter Ada. Ihr Vater war Seemann. Nach ihren eigenen Angaben war sie ein schwächliches Kind, das unter Calciummangel litt und wöchentlich Calcium-Injektionen am Alder Hey Children’s Hospital bekam. Etwa seit dem dritten Lebensjahr hatte sie das Gefühl, eigentlich ein Mädchen zu sein, und als sie älter wurde, betete sie regelmäßig darum, am nächsten Morgen als Mädchen aufzuwachen. Sie besuchte die St. Teresa’s primary school. Wegen ihres femininen Wesens und Aussehens hatte sie unter zahlreichen Gemeinheiten und Brutalitäten ihrer Umwelt zu leiden und wurde von ihrer eigenen Mutter regelmäßig und schwer misshandelt: „Sie hasste mich. Weil ich so anders war“.
Im Alter von 14 Jahren ging sie zur Merchant Navy, um dem unglücklichen Leben zu Hause und der Verwirrung über ihr Geschlecht zu entfliehen. Dies endete in einem ersten Suizidversuch, der zu ihrer Entlassung führte. Nach ihrer Rückkehr nach Hause versuchte sie ein zweites Mal, sich das Leben zu nehmen und wurde mit 16 Jahren in eine psychiatrische Klinik in Ormskirk und danach ins Walton Hospital eingewiesen, wo sie u. a. Elektroschocktherapie und männliche Hormone bekam.

### Frühes Erwachsenenleben
Nach ihrer Entlassung ging sie 1955 zuerst nach London, wo sie zunächst in einem Künstler-Café arbeitete, das auch als heimlicher Treffpunkt für Homosexuelle diente, die zu dieser Zeit gesetzlich verfolgt wurden. Später ging sie nach Jersey und schließlich ca. 1957 nach Paris. Sie begann als Frau zu leben und weibliche Hormone (Östrogene) zu nehmen und arbeitete unter dem Namen „Toni April“ in dem berühmten Nachtclub Le Carrousel de Paris neben anderen bekannten Transsexuellen, wie Coccinelle, Bambi und Capucine. Nachdem Coccinelle sich 1958 in Casablanca einer geschlechtsangleichenden Operation (Vaginoplastik) durch Dr. Georges Burou unterzogen hatte, wusste April, dass sie auch eine vollständige Frau werden wollte, und sparte all ihr Geld, um sich ebenfalls operieren zu lassen. Der Eingriff wurde im Mai 1960 in Casablanca von Dr. Burou vorgenommen. Nach eigener Aussage war sie seine neunte Patientin und als sie erwachte, war es für sie „...der glücklichste Tag meines Lebens“.

“I knew I couldn’t have gone on living like that, … Anything was preferable, really. And, as soon as I woke up, I had the most extraordinary feeling. Even though I’d lost a lot of blood and all my hair had fallen out, it was as though my brain was in tune with the rest of my body for the first time in my life.”

„Ich wusste, ich konnte so nicht weiterleben, … Alles war besser, wirklich. Und sobald ich aufwachte, hatte ich ein ganz außergewöhnliches Gefühl. Obwohl ich viel Blut verloren hatte und all mein Haar ausgefallen war, war es, als ob mein Gehirn in Einklang mit dem Rest meines Körpers war, zum ersten Mal in meinem Leben.“

### Neues Leben und Outing mit schweren Folgen
Nach ihrer erfolgreichen Operation übersiedelte sie nach London. Sie nannte sich nun April Ashley und wurde ein erfolgreiches Model und Mannequin. Fotos von ihr erschienen u. a. in der Vogue (fotografiert von David Bailey), und sie bekam eine kleine Rolle im Film Der Weg nach Hongkong, mit Bing Crosby und Bob Hope.
Nachdem eine „Freundin“ das Geheimnis ihrer Vergangenheit an die Zeitung Sunday People verraten hatte, wurde April Ashley unter der Schlagzeile „‚Her‘ secret is out“ geoutet. Sie geriet damit ins Zentrum der Aufmerksamkeit und eines Riesenskandals, ihre Karriere als Model war beendet und die mit ihr gedrehten Filmszenen wurden aus dem Film herausgeschnitten.
Auch für ihr weiteres Leben bedeuteten diese fatale Bekanntheit und die Tatsache, dass sie nach ihrer Operation vom britischen Staat keine vernünftigen Papiere ausgestellt bekam, dass niemand sie einstellen wollte: „Ich war Kellnerin, Hostess, habe eine Weile Kunst verkauft [...] Aber immer wenn die Geschichte über mich herauskam, musste ich meine sieben Sachen packen und woandershin gehen.“

### Ehe, Scheidung, Skandal
Im November 1960 hatte Ashley den Honourable Arthur Corbett (später 3. Baron Rowallan) kennengelernt, einen Eton-Absolventen, Sohn und Erben von Lord Rowallan. Laut Aussage von April Ashley zog Arthur Corbett selber gerne heimlich Frauenkleider an, er war Transvestit, wollte dies jedoch wegen seiner Position unterdrücken; er kannte Aprils Vergangenheit. Sie heirateten 1963 und lebten die meiste Zeit in Spanien, aber die Ehe scheiterte bald. Aprils Anwälte forderten von Corbett 1966 Unterhaltszahlungen, worauf dieser 1967 mit einer Klage antwortete, um die Ehe annullieren zu lassen. Die Annullierung wurde 1971 durch Richter Lord Justice Ormrod ausgesprochen, mit der für April Ashley extrem verletzenden und demütigenden Begründung, dass sie angeblich „ein Mann“ sei – obwohl Corbett über ihre Vorgeschichte Bescheid gewusst hatte, bevor sie heirateten; dies alles unter reger Anteilnahme der Presse und vor den Augen der Öffentlichkeit.
Dieses Urteil diente der britischen Justiz als Präzedenzfall, der jahrzehntelang eine vernünftige Regelung und Legalisierung des Status von transsexuellen Menschen in Großbritannien verhinderte (bis zum Gender Recognition Act 2004).

### 1970er Jahre
1970 arbeitete April Ashley in dem Restaurant AD8 in der Nähe von Harrods. Sie war dort eine Art Empfangsdame, die aufgrund ihrer Bekanntheit Gäste anziehen sollte. Durch diese Arbeit wurde sie jedoch auch zum Trinken verführt. Nach eigener Angabe trank sie bis zu 32 Martini pro Abend. Dies führte nach einigen Jahren zu einem Herzanfall und ihrem gesundheitlichen Zusammenbruch.

### Späteres Leben
Zusammen mit Duncan Fallowell schrieb sie das (auto-)biografische Buch April Ashley’s Odyssey, das 1982 veröffentlicht wurde.
In den 1980er Jahren heiratete sie Jeffrey West auf dem stillgelegten Passagierschiff RMS Queen Mary in Long Beach, Kalifornien.
In den 1990er und frühen 2000er Jahren versuchte April zum wiederholten Male, dass ihr wahres, weibliches Geschlecht legal anerkannt und die Gesetzgebung für Transgender-Menschen geändert werde, und schrieb auch an Premierminister Tony Blair und den damaligen Lord Chancellor.
Erst 2005, ein Jahr nach Erlass des Gender Recognition Act 2004, wurde die mittlerweile siebzigjährige April Ashley in Großbritannien legal als Frau anerkannt und bekam eine neue Geburtsurkunde ausgestellt. John Prescott, der damalige Deputy Prime Minister, der sie noch aus den 1950ern kannte, half ihr bei dem Prozedere.

“45 years and four months after I became the woman I wanted to be, I had a piece of paper to prove I really am April Ashley. I feel free at last.”

„45 Jahre und vier Monate, nachdem ich die Frau wurde, die ich sein wollte, hatte ich ein Stück Papier als Beweis, dass ich wirklich April Ashley bin. Ich fühle mich endlich frei.“

2006 gab April Ashley eine aktualisierte Autobiografie First Lady heraus und erschien mehrfach im britischen Fernsehen (auf Channel Five News, This Morning und BBC News). In einem Interview sagte sie: „Dies ist die wahre Geschichte und sie enthält viele Dinge, die ich 1982 noch nicht sagen konnte.“ („This is the real story and contains a lot of things I just couldn’t say in 1982“.) Das betraf Affären mit Michael Hutchence, Peter O’Toole, Omar Sharif, dem Bildhauer Grayson Perry und dem zukünftigen 19. Herzog von Infantado. Das Buch wurde jedoch zurückgezogen, als sich herausstellte, dass es weitgehend eine Wiederauflage des Buches von 1982 war.
Sie lebte in Fulham, South West London. Ashley starb Ende Dezember 2021 im Alter von 86 Jahren.

## Auszeichnungen
- Member of the Order of the British Empire (MBE) 2012[9]
- Museum of Liverpool 2013–2015 Ausstellung April Ashley: portrait of a lady[10]
- European Diversity Award 2014 in der Kategorie: Lifetime Achievement Award[11]
- Ehrenbürgerin der Stadt Liverpool (2015)[10]
- Ehrendoktor der Universität Liverpool 2016[12]

## Dokumentationen
1971 drehte der mexikanische Regisseur Gustavo Alatriste den semidokumentarischen Spielfilm Human, der April Ashley auf einer Party in London zeigt. Dieser Film wurde jedoch erst 1976 veröffentlicht.
2011 drehte der Regisseur Michiel van Erp die Dokumentation I’m a woman now. Diese zeigt fünf ehemals transsexuelle Frauen (April Ashley, Bambi (Marie Pierre Pruvot), Colette Berends, Corinne van Tongerloo), die in den 50er- und 60er-Jahren in Casablanca von Dr. Georges Burou operiert wurden. 2012 war ein Filmprojekt über April Ashleys Leben von Pacific Films und Limey Yank Productions geplant. Dieses Projekt wurde bislang nicht umgesetzt.
2025 feierte die HBO-Dokumentation Enigma von Zackary Drucker Weltpremiere auf dem Sundance Film Festival Weltpremiere. Dieser Film zeigt bislang unveröffentlichtes Material über April Ashley und Amanda Lear.